# Дядиченко, Вадим Архипович
Вадим Архипович Дядиченко (17 (30) мая 1909 — 24 августа 1973) — советский украинский историк, исследовал генезис права на Гетманщине. Доктор исторических наук, профессор.

## Биография
Родился 17 (30) мая 1909 года в городе Чернигове в семье служащего.
В 1925—1929 годах учился на социально-экономическом отделении Черниговского института социального воспитания, после окончания которого в 1929—1935 годах преподавал в Николаевском педагогическом институте, был доцентом исторического факультета.
С августа 1935 года — ассистент Института истории Всеукраинской ассоциации марксистско-ленинских институтов. С сентября 1936 года — аспирант, с 1938 года — младший научный сотрудник, в 1940—1941 годах — старший научный сотрудник сектора истории феодализма Института истории Украины АН УССР. В 1940 году защитил кандидатскую диссертацию на тему: «Семён Палий». В 1941—1944 годах — старший научный сотрудник Института истории и археологии АН УССР. В 1944—1948 и 1955—1961 годах — старший научный сотрудник отдела истории феодализма, в 1948—1955 годах исполнял обязанности заведующего отделом истории феодализма, в 1961—1973 годах заведовал отделом истории феодализма (в том числе в 1963—1966 годах заведовал отделом истории досоциалистических формаций) Института истории АН УССР. В 1960 году защитил докторскую диссертацию на тему: «Очерки общественно-политического устройства Левобережной Украины конца XVII — нач. XVIII века». По совместительству в 1935—1941 и 1944—1959 годах был доцентом, а с 1962 года профессором Киевского государственного университета. Читал курсы «Источниковедение истории Украинской ССР», «Украинская историография» и спецкурс «Освободительная война 1648—1654 гг. и воссоединение Украины с Россией».
Был награждён орденом Красного Знамени и несколькими медалями.
Умер в Киеве 24 августа 1973 года. Похоронен на Байковом кладбище (участок № 33).

## Научная деятельность
Основная проблематика исследований учёного — история Левобережной Украины конца XVII — первой четверти XVIII веков и специальные исторические дисциплины: источниковедение, украинская историография и палеография. Изучал социально-экономическую и политическую историю Украины казацкой эпохи, прежде всего деятельность тогдашних украинских государственных учреждений: органов управления, суда и судопроизводства, организацию казацкого войска.
Автор более 50 научных трудов. Один из соавторов учебника «Вспомогательные исторические дисциплины». Работал над созданием синтетического курса истории Украины. Соавтор школьного учебника для 7-8 классов (1962). Был членом редколлегии и одним из авторов двух изданий двухтомной «Истории Украинской ССР», ответственным редактором первого тома «Истории крестьянства Украинской ССР» и коллективной монографии «Очерки по истории исторической науки на Украине (эпоха феодализма)».

## Труды
- Розгром шведських загарбників на початку XVIII ст. К., 1950;
- Визвольна війна 1648-54 рр. і возз’єднання України з Росією. К., 1954 (соавтор);
- Очерки истории исторической науки в СССР. Т. 1. Москва, 1955 (соавтор);
- Суд і судочинство на Лівобережній Україні в кінці 17 — на поч. 18 ст. // Вісн. АН УРСР. 1958. № 8;
- Полтавська битва. К., 1962;
- Допоміжні історичні дисципліни: Короткий курс. К., 1962 (соавтор);
- Розвиток історичної науки в Українській РСР. К., 1970 (соавтор);
- Нариси з історії СРСР (епоха феодалізму). К., 1971.